# 基督教運動
基督教運動指的是對基督教進行神學、政治、哲學上的闡釋時所產生的思潮、運動、主義或流派，通常有某一特定的教會、宗派為其代表。

## 宗教運動
- 家庭教會
- 普世教會合一運動
- 宗教改革
- 弟兄運動
- 聖潔運動
- 牛津運動
- 自由主義神學
- 新正統主義
- 基督教基要主義
- 福音派
  - 新福音派
- 五旬節運動
- 灵恩运动
- 大覺醒運動

## 政治思潮
- 解放神學
- 基督教進步主義
- 基督教社會主義
- 基督教共產主義
- 基督教民主主義
- 社会福音运动

## 哲學流派
- 存在主義神學
- 禁慾主義